# Фармерсбург (Індіана)
Фармерсбург (англ. Farmersburg) — місто (англ. town) в США, в окрузі Салліван штату Індіана. Населення — 1069 осіб (2020).

## Географія
Фармерсбург розташований за координатами 39°15′9″ пн. ш. 87°22′51″ зх. д. / 39.25250° пн. ш. 87.38083° зх. д. (39.252519, -87.380728).  За даними Бюро перепису населення США в 2010 році місто мало площу 1,92 км², уся площа — суходіл.

## Демографія
Згідно з переписом 2010 року, у місті мешкало 1118 осіб у 466 домогосподарствах у складі 306 родин. Густота населення становила 581 особа/км².  Було 548 помешкань (285/км²).
Расовий склад населення:
| - 97,9 % — білих - 0,6 % — чорних або афроамериканців - 0,4 % — корінних американців - 0,3 % — азіатів |

До двох чи більше рас належало 0,7 %. Частка іспаномовних становила 1,3 % від усіх жителів.
За віковим діапазоном населення розподілялося таким чином: 25,1 % — особи молодші 18 років, 59,2 % — особи у віці 18—64 років, 15,7 % — особи у віці 65 років та старші. Медіана віку мешканця становила 38,7 року. На 100 осіб жіночої статі у місті припадало 92,4 чоловіків;  на 100 жінок у віці від 18 років та старших — 92,9 чоловіків також старших 18 років.
Середній дохід на одне домашнє господарство  становив 48 281 долар США (медіана — 44 688), а середній дохід на одну сім'ю — 55 865 доларів (медіана — 53 125). Медіана доходів становила 41 250 доларів для чоловіків та 41 111 долар для жінок. За межею бідності перебувало 14,9 % осіб, у тому числі 21,8 % дітей у віці до 18 років та 8,0 % осіб у віці 65 років та старших.
Цивільне працевлаштоване населення становило 581 осіб. Основні галузі зайнятості: освіта, охорона здоров'я та соціальна допомога — 24,1 %, виробництво — 23,9 %, мистецтво, розваги та відпочинок — 11,2 %, роздрібна торгівля — 10,3 %.